# Pach
Il Pach è un torrente che scorre sull'Altopiano di Asiago.
Il nome deriva dal cimbro "Bach", che significa ruscello.

## Caratteristiche
Il Pach si origina in prossimità dell'abitato di Rotzo e confluisce nella Val d'Assa. È un corso d'acqua a carattere torrentizio; infatti in estate l'acqua è quasi assente e in inverno abbondante.

## Luoghi da visitare
- La "Sorgente della Romita"
- Gli antichi lavatoi del Pach
- Le cascate del Pach, dove il torrente, superate "le Cenge", precipita verso la sottostante Val d'Assa. Il sentiero parte da via Sabaus.